# 21st Century Breakdown (singolo)
21st Century Breakdown è un brano musicale dei Green Day, pubblicato dall'etichetta discografica Reprise Records come quarto singolo tratto dall'album omonimo, in tutti i paesi nei quali non è stato pubblicato il singolo East Jesus Nowhere. Il brano è entrato nella rotazione radiofonica a partire dal 5 ottobre 2009, mentre il singolo è stato pubblicato il 13 novembre.

## Descrizione
La canzone, considerata dalla critica l'autobiografia di Billie Joe Armstrong, parla della storia di Christian, il protagonista maschile di questo album.
Musicalmente, invece, la canzone è stata definita "la Bohemian Rhapsody dei Green Day", a causa della sua orecchiabilità e dei suoi continui cambi di tempo che secondo alcuni consentirebbero paragoni con la canzone dei Queen.
Il verso "Last one born / but first one to run", è un riferimento alla canzone di Bruce Springsteen Born to Run, ma anche allo stesso chitarrista, ultimo di sei fratelli.

## Tracce
Promo - CD-Single Reprise - (Warner)
1. 21st Century Breakdown (clean) - 4:28
2. 21st Century Breakdown - 4:26

CD-Single Reprise 5439-19856-8 (Warner) / EAN 0054391985682
1. 21st Century Breakdown - 5:11
2. Last Of The American Girls (live) - 3:49

## Formazione
- Billie Joe Armstrong - voce e chitarra
- Mike Dirnt - basso e voce
- Tré Cool - batteria

## Classifiche
| Classifica (2009) | Posizione massima |
| ----------------- | ----------------- |
| Belgio (Fiandre)  | 65                |
| Francia           | 41                |
| Germania          | 71                |